# Contea di Harrison (Missouri)
La contea di Harrison in inglese Harrison County è una contea dello Stato del Missouri, negli Stati Uniti. La popolazione al censimento del 2000 era di 8 850 abitanti. Il capoluogo di contea è Bethany